# Liste der Kulturdenkmale in Meiningen (M–Z)
Die Liste der Kulturdenkmale in Meiningen (M–Z) ist eine Teilliste der Liste der Kulturdenkmale in Meiningen und führt die Einzeldenkmale in der Kernstadt der Kreisstadt Meiningen in Südthüringen auf. Die Kulturdenkmale sind alphabetisch von M bis Z nach Straßen und Plätzen geordnet.
Die Erfassung aller Denkmale in die Denkmalliste der Unteren Denkmalschutzbehörde in Meiningen ist noch nicht abgeschlossen. Die Liste erhebt somit keinen Anspruch auf Vollständigkeit.

## Legende
- Bild: zeigt ein Bild des Kulturdenkmals und gegebenenfalls einen Link zu weiteren Fotos des Kulturdenkmals im Medienarchiv Wikimedia Commons
- Bezeichnung: Name, Bezeichnung oder die Art des Kulturdenkmals
- Lage: Wenn vorhanden Straßenname und Hausnummer des Kulturdenkmals; Grundsortierung der Liste erfolgt nach dieser Adresse. Der Link Karte führt zu verschiedenen Kartendarstellungen und nennt die Koordinaten des Kulturdenkmals.
 Kartenansicht, um Koordinaten zu setzen – in dieser Kartenansicht sind Kulturdenkmale ohne Koordinaten mit einem roten bzw. orangen Marker dargestellt und können in der Karte gesetzt werden. Kulturdenkmale ohne Bild sind mit einem blauen bzw. roten Marker gekennzeichnet, Kulturdenkmale mit Bild mit einem grünen bzw. orangen Marker.
- Datierung: gibt das Jahr der Fertigstellung beziehungsweise das Datum der Erstnennung oder den Zeitraum der Errichtung an
- Beschreibung: bauliche und geschichtliche Einzelheiten des Kulturdenkmals, vorzugsweise die Denkmaleigenschaften
- ID: Die ID identifiziert das Kulturdenkmal eindeutig. In Thüringen sind aktuell keine IDs veröffentlicht. In der ID-Spalte kann sich auch folgendes Icon  befinden, dies führt zu Angaben zu diesem Kulturdenkmal bei Wikidata.

## M

### Marienstraße
Stadtzentrum

| Bild                           | Bezeichnung        | Lage                    | Datierung | Beschreibung | ID |
| ------------------------------ | ------------------ | ----------------------- | --------- | --- | -- |
| weitere Bilder Fotos hochladen | Brunnen            | Marienstraße (Karte)    | 2005      | Schwanenbrunnen: Gusseiserner Brunnen mit zwei wasserspeienden Schwänen von 1835, an einem Südeingang zum Englischen Garten.                                                               |    |
| Fotos hochladen                | Wohnhaus           | Marienstraße 4 (Karte)  |           | Ehemalige Privatklinik |    |
| Fotos hochladen                | Kulturzentrum      | Marienstraße 6 (Karte)  |           | Ehemaliges Wohnhaus von Max Reger, heute Kinder- und Jugendzentrum „Max' Inn“. |    |
| BW                             | Wohnhaus           | Marienstraße 9 (Karte)  | 2012      | Wohnhaus mit Einfriedung. |    |
| Fotos hochladen                | Verwaltungsgebäude | Marienstraße 10 (Karte) | 2003      | Amtshaus: Erbaut 1878 von Otto Hoppe im Stil des Historismus als Landratsamt, war mit sechs Kaiserstatuen von Ferdinand Müller versehen, diese wurden 1951 durch Bilderstürmerei zerstört. |    |

### Markt
Stadtzentrum

| Bild                           | Bezeichnung | Lage             | Datierung | Beschreibung | ID |
| ------------------------------ | ----------- | ---------------- | --------- | --- | -- |
| weitere Bilder Fotos hochladen | Brunnen     | Markt (Karte)    | 2003      | Heinrichsbrunnen: Errichtet 1873, Brunnenstock gekrönt mit der Statue von Kaiser Heinrich II.                                                                              |    |
| Fotos hochladen                | Schule      | Markt 12 (Karte) |           | Ehemalige Bürgerschule, erbaut 1849–1851 von Friedrich Heinrich Blomeyer, ab 1911 Handelsfachschule und von 1945 bis 1981 Gewerbliche Berufsschule, seitdem Geschäftshaus. |    |
| weitere Bilder Fotos hochladen | Kirche      | Markt 19 (Karte) | 2003      | Evangelische Stadtkirche „Unserer lieben Frauen“ mit Innenausstattung: Baubeginn um 1000, Umbau 1884–1889, dominierende Stilformen: Romanik, Gotik, Neugotik.              |    |

### Mauergasse
Stadtzentrum

| Bild                           | Bezeichnung   | Lage                                         | Datierung | Beschreibung | ID |
| ------------------------------ | ------------- | -------------------------------------------- | --------- | --- | -- |
| Fotos hochladen                | Mühle         | Mauergasse 8 (Karte)                         | 1996      | Mittelmühle: Bereits seit dem Mittelalter bestehender Mühlenkomplex, teilweise abgerissen, Rekonstruktion mit integrierten Neubauten geplant. |    |
| weitere Bilder Fotos hochladen | Kirche        | Mauergasse 22 (Karte)                        | 2002      | 1967–1972 erbaute Katholische Pfarrkirche „Unsere liebe Frau“, Innenausstattung mit Kirchenfenstern, Architekt: Armin Trautmann. |    |
| Fotos hochladen                | Turm Wohnhaus | Mauergasse 26 Anton-Ulrich-Straße 52 (Karte) | 2005      | Pulverturm kombiniert mit Wohnhaus: einziger erhaltener Turm der ehemaligen Stadtbefestigung, errichtet 1672 mit Wehrplattform und Schießscharten, einst Aufbewahrungsort von Schießpulver, Kegeldach und Fenster stammen aus dem 19. Jahrhundert, Namensgeber für die anliegende Werraaue Pulverrasen, Wohnhaus war ehemaliges Krankenhaus und Kreisgericht. |    |

### Mittelstraße
Stadtteil Meiningen-Ost

| Bild            | Bezeichnung | Lage                    | Datierung | Beschreibung                                   | ID |
| --------------- | ----------- | ----------------------- | --------- | ---------------------------------------------- | -- |
| Fotos hochladen | Wohnhaus    | Mittelstraße 16 (Karte) |           | Wohnhaus mit Innenausstattung und Einfriedung. |    |

## N

### Nachtigallenstraße
Stadtteil Meiningen-West

| Bild            | Bezeichnung             | Lage                          | Datierung | Beschreibung | ID |
| --------------- | ----------------------- | ----------------------------- | --------- | --- | -- |
| Fotos hochladen | Wohn- und Geschäftshaus | Nachtigallenstraße 13 (Karte) | 1994      | Mit Innenausstattung, Trafohaus, Quelle, Wegen und Garten, ehemaliges Institut des Ingenieurs Heinrich Beck, Architekt: Theodor Krech. |    |
| Fotos hochladen | Wohnhaus                | Nachtigallenstraße 33 (Karte) | 2014      | Mit Nebengebäude Grundstück und Einfriedung. (neu: Helenenstraße 48a)                                                                  |    |

### Neu-Ulmer-Straße
Stadtzentrum

| Bild                           | Bezeichnung        | Lage                         | Datierung | Beschreibung | ID |
| ------------------------------ | ------------------ | ---------------------------- | --------- | --- | -- |
| Fotos hochladen                | Wohnhaus           | Neu-Ulmer-Straße 1 (Karte)   | 1984      | Bürgerhaus: ehemaliges Wohnhaus von Ludwig Bechstein, bis heute Wohnhaus.                                                      |    |
| Fotos hochladen                | Logenhaus          | Neu-Ulmer-Straße 6 (Karte)   | 1997      | Logenhaus: ehemaliger Sitz der Freimaurerloge Charlotte zu den drei Nelken, erbaut 1905 von Karl Behlert, heute Geschäftshaus. |    |
| Fotos hochladen                | Geschäftshaus      | Neu-Ulmer-Straße 8 (Karte)   | 1997      | Ehemalige Privatklinik, heute Geschäftshaus, Architekt: Karl Behlert.                                                          |    |
| Fotos hochladen                | Wohnhaus           | Neu-Ulmer-Straße 11 (Karte)  |           | Ehemaliges Wohnhaus von Hofbaurat Erwin Theodor Döbner                                                                         |    |
| Fotos hochladen                | Verwaltungsgebäude | Neu-Ulmer-Straße 12a (Karte) | 1997      | zurzeit leerstehend |    |
| weitere Bilder Fotos hochladen | Wohnhaus           | Neu-Ulmer-Straße 12b (Karte) |           | erbaut 1937 |    |
| Fotos hochladen                | Sportstätte        | Neu-Ulmer-Straße 31 (Karte)  | 1996      | Erbaut 1956 als Filmtheater „Volkslichtspiele“, heute Fitness- und Gesundheitspark (Meininger Sportpark).                      |    |
| Fotos hochladen                | Villa              | Neu-Ulmer-Straße 33 (Karte)  | 2012      | Villa, Wohnhaus |    |
| Fotos hochladen                | Wohnhaus           | Neu-Ulmer-Straße 35 (Karte)  |           | Fachwerkhaus von 1870 |    |
| Fotos hochladen                | Wohnhaus           | Neu-Ulmer-Straße 37 (Karte)  | 1996      | Wohnhaus mit Turm, 2021/22 saniert.                                                                                            |    |
| Fotos hochladen                | Wohnhaus           | Neu-Ulmer-Straße 43 (Karte)  | 1997      | Stadtvilla, Wohn- und Geschäftshaus                                                                                            |    |

### Nonnenplan
Stadtzentrum

| Bild                           | Bezeichnung             | Lage                 | Datierung | Beschreibung | ID |
| ------------------------------ | ----------------------- | -------------------- | --------- | --- | -- |
| weitere Bilder Fotos hochladen | Wohn- und Geschäftshaus | Nonnenplan 3 (Karte) | 2011      | Nonnenhof, Beginenhaus: Eines der ältesten Gebäude der Stadt, ab 1474 nachweisbar, Wohnort von Beginen, später Gastwirtschaft, zurzeit leerstehend. |    |
| Fotos hochladen                | Wohnhaus                | Nonnenplan 4 (Karte) |           | Rassmannsche Haus: 1997 restauriertes Fachwerkgebäude von 1602.                                                                                     |    |
| weitere Bilder Fotos hochladen | Wohnhaus                | Nonnenplan 5 (Karte) | 2005      | Ehemalige Schmiede |    |

## O

### Obere Kaplaneigasse
Stadtzentrum

| Bild            | Bezeichnung | Lage                          | Datierung | Beschreibung                             | ID |
| --------------- | ----------- | ----------------------------- | --------- | ---------------------------------------- | -- |
| Fotos hochladen | Brunnen     | Obere Kaplaneigasse (Karte)   |           | Gusseiserner Kastenbrunnen, Laufbrunnen. |    |
| Fotos hochladen | Wohnhaus    | Obere Kaplaneigasse 2 (Karte) |           | Fachwerkhaus                             |    |

## P

### Platz an der Kapelle
Stadtzentrum

| Bild            | Bezeichnung | Lage                           | Datierung | Beschreibung | ID |
| --------------- | ----------- | ------------------------------ | --------- | --- | -- |
| Fotos hochladen | Brunnen     | Platz an der Kapelle (Karte)   | 2005      | Kapellenbrunnen: Becken von 1823, 1873 vom Markt hierher versetzt, Brunnenstock aus Kalkstein Stiftung von Oberbaurat Fritze 1905. |    |
| Fotos hochladen | Wohnhaus    | Platz an der Kapelle 2 (Karte) |           | Verputztes Fachwerkhaus aus dem 16. Jahrhundert.                                                                                   |    |

### Postgasse
Stadtzentrum

| Bild            | Bezeichnung  | Lage                | Datierung | Beschreibung                          | ID |
| --------------- | ------------ | ------------------- | --------- | ------------------------------------- | -- |
| Fotos hochladen | Fachwerkhaus | Postgasse 8 (Karte) |           | Einst Poststation von Thurn und Taxis |    |

## R

### Reusengasse
Stadtzentrum

| Bild            | Bezeichnung      | Lage                  | Datierung | Beschreibung               | ID |
| --------------- | ---------------- | --------------------- | --------- | -------------------------- | -- |
| Fotos hochladen | Wohnhaus         | Reusengasse 1 (Karte) | 2008      | Wohnhaus mit Nebengebäude. |    |
| Fotos hochladen | Stadtbefestigung | Reusengasse 1 (Karte) |           | Rest eines Schalenturms.   |    |

### Rohrer Straße
Stadtteil Meiningen-Ost

| Bild            | Bezeichnung | Lage                     | Datierung | Beschreibung | ID |
| --------------- | ----------- | ------------------------ | --------- | --- | -- |
| Fotos hochladen | Wohnhaus    | Rohrer Straße 2 (Karte)  | 1996      | Stadtvilla: teils mit Naturstein errichtete und verklinkerte Stadtvilla mit Turm, mit Innenausstattung, Einfriedung und Garten.                          |    |
| Fotos hochladen | Villa       | Rohrer Straße 11 (Karte) | 1997      | Villa Bechstein mit Innenausstattung, Garten und Einfriedung: verklinkert, zeitweise Kindergarten, heute Wohnhaus mit Arztpraxis, Architekt: Carl Göbel. |    |
| Fotos hochladen | Villa       | Rohrer Straße 23 (Karte) | 2009      | Villa Christophorus mit Innenausstattung, Garten und Einfriedung: zeitweise Internat und Kinderheim, heute Geschäftshaus, Architekt: Theodor Krech.      |    |

## S

### Schallerstraße
Stadtteil Meiningen-Ost

| Bild            | Bezeichnung  | Lage                   | Datierung | Beschreibung                                                                 | ID |
| --------------- | ------------ | ---------------------- | --------- | ---------------------------------------------------------------------------- | -- |
| Fotos hochladen | Hochbehälter | Schallerstraße (Karte) | 2010      | Wasserhochbehälter zur städtischen Wasserversorgung im Stil des Historismus. |    |

### Schillerstraße
Stadtteil Meiningen-West

| Bild            | Bezeichnung   | Lage                       | Datierung | Beschreibung                                                                                                   | ID |
| --------------- | ------------- | -------------------------- | --------- | --- | -- |
| Fotos hochladen | Schillereiche | Schillerplatz (Karte)      |           | Eiche, gewidmet Friedrich Schiller, mit Einfriedung und Gedenktafel.                                           |    |
| Fotos hochladen | Wohnhaus      | Schillerstraße 1 (Karte)   | 1997      | Stadtvilla am Schillerplatz mit Schillereiche, mit Innenausstattung und Garten, Architekt: Karl Behlert.       |    |
| Fotos hochladen | Wohnhaus      | Schillerstraße 2 (Karte)   | 2008      | Wohnhaus |    |
| Fotos hochladen | Wohnhaus      | Schillerstraße 4/5 (Karte) | 1997      | Zweiflügelige Stadtvilla mit Eckturm und zwei Eingängen, Anlage für betreutes Wohnen, Architekt: Karl Behlert. |    |
| Fotos hochladen | Villa         | Schillerstraße 10 (Karte)  | 1997      | Villa Schirp, erbaut 1902 von Carl Göbel, mit Pfostentor und Innenausstattung.                                 |    |
| Fotos hochladen | Wohnhaus      | Schillerstraße 11 (Karte)  | 1997      | Stadtvilla mit Eckturm, erbaut von Eduard Fritze.                                                              |    |
| Fotos hochladen | Wohnhaus      | Schillerstraße 12 (Karte)  | 1997      | Fachwerkwohnhaus mit Innenausstattung, Garten und Umfriedung.                                                  |    |

### Schlossgasse
Stadtzentrum

| Bild            | Bezeichnung | Lage                   | Datierung | Beschreibung                                                                                    | ID |
| --------------- | ----------- | ---------------------- | --------- | ----------------------------------------------------------------------------------------------- | -- |
| Fotos hochladen | Wohnhaus    | Schlossgasse 9 (Karte) | 2005      | Fachwerkhaus, Dach saniert, sonst gesichert und stark sanierungsbedürftig, zurzeit leerstehend. |    |

### Schlossplatz
Stadtzentrum

| Bild                           | Bezeichnung | Lage                   | Datierung | Beschreibung | ID |
| ------------------------------ | ----------- | ---------------------- | --------- | --- | -- |
| weitere Bilder Fotos hochladen | Schloss     | Schlossplatz 1 (Karte) | 2005      | Schloss Elisabethenburg: Barocke Dreiflügel-Anlage mit abschließendem Rundbau, erbaut 1682 bis 1692, ältester Bauteil Nordflügel von 1511 (Bild: Bibrabau der ehemaligen Würzburger Burg von der Parkseite). |    |
| Fotos hochladen                | Brunnen     | Schlossplatz 1 (Karte) | 2005      | Dreischaliger Marmorbrunnen von 1918 mit zentraler Lage im Schlosshof, 2019 saniert. |    |
| weitere Bilder Fotos hochladen | Museum      | Schlossplatz 2 (Karte) | 2005      | Theatermuseum Meiningen: ehemalige herzogliche Reithalle, erbaut 1797 von Johann Andreas Schaubach, seit 1999 Theatermuseum.                                                                                 |    |
| weitere Bilder Fotos hochladen | Marstall    | Schlossplatz 5 (Karte) | 2005      | Marstall Meiningen: 1854–1858 von August Wilhelm Döbner errichteter dreiflügeliger Marstallkomplex im Stil der Neorenaissance, heute Reiterhof und Nebensitz der Stadtverwaltung.                            |    |

### Schlundgasse
Stadtzentrum

| Bild            | Bezeichnung      | Lage                   | Datierung | Beschreibung | ID |
| --------------- | ---------------- | ---------------------- | --------- | --- | -- |
| Fotos hochladen | Bürgerhaus Hotel | Schlundgasse 4 (Karte) |           | Bürgerhaus, erbaut 1906, „Schlundhaus“ ist fränkischer Name für Ratskeller, seit 1874 an diesem Ort, zuvor direkt im Rathaus, Ersterwähnung 1487, restauriert 1982 und Mitte der 1990er Jahre, reich verzierter Erker ist Nachbau des Erkers vom „Merkelschen Haus“, heute Hotel und Restaurant. |    |

### Schöne Aussicht
Stadtzentrum

| Bild                           | Bezeichnung | Lage                       | Datierung | Beschreibung | ID |
| ------------------------------ | ----------- | -------------------------- | --------- | --- | -- |
| weitere Bilder Fotos hochladen | Wohnhaus    | Schöne Aussicht 1a (Karte) | 1997      | Mehrfamilienwohnhaus, zurzeit leerstehend und sanierungsbedürftig. |    |
| Fotos hochladen                | Wohnhaus    | Schöne Aussicht 1b (Karte) | 1997      | Wohnhaus mit Vorgarten und Umfriedung (früher Neu-Ulmer-Straße 25). |    |
| Fotos hochladen                | Wohnhaus    | Schöne Aussicht 2 (Karte)  | 1997      | Wohnhaus |    |
| Fotos hochladen                | Villa       | Schöne Aussicht 3 (Karte)  | 1997      | Villa Schleisier mit Innenausstattung, Garten und Umfriedung: mit Treppenturm im Stil des Historismus, Architekt: Carl Göbel.                                          |    |
| Fotos hochladen                | Wohnhaus    | Schöne Aussicht 5 (Karte)  | 1997      | Mehrfamilienhaus mit Innenausstattung: mit Turm, Landeskirchliche Gemeinschaft.                                                                                        |    |
| Fotos hochladen                | Wohnhaus    | Schöne Aussicht 9 (Karte)  |           | Ehemalige Bernhardsche Erziehungsanstalt überwiegend für Söhne und Töchter englischer Adelsfamilien im 19. Jahrhundert, auch Englisches Institut genannt, erbaut 1833. |    |
| Fotos hochladen                | Wohnhaus    | Schöne Aussicht 9a (Karte) | 1998      | Stadtvilla, erbaut im Jahr 1904 von Carl Göbel. |    |
| Fotos hochladen                | Villa       | Schöne Aussicht 12 (Karte) | 1995      | Villa mit Ecktürmchen, mit Innenausstattung und Garten, Architekt: Eduard Fritze.                                                                                      |    |
| Fotos hochladen                | Wohnhaus    | Schöne Aussicht 14 (Karte) |           | Verklinkerte Stadtvilla mit Eckturm, mit Innenausstattung, erbaut 1898 von Carl Göbel.                                                                                 |    |
| Fotos hochladen                | Wohnhaus    | Schöne Aussicht 15 (Karte) | 1996      | Stadtvilla, mit Innenausstattung, Umfriedung und Garten, Architekt: Carl Göbel.                                                                                        |    |
| Fotos hochladen                | Wohnhaus    | Schöne Aussicht 16 (Karte) | 1997      | Stadtvilla, erbaut 1901, mit Innenausstattung, Umfriedung und Garten.                                                                                                  |    |
| Fotos hochladen                | Villa       | Schöne Aussicht 18 (Karte) | 1996      | Villa, mit Innenausstattung, Garten und Umfriedung, Wohnhaus des Architekten Carl Göbel, erbaut 1900.                                                                  |    |
| Fotos hochladen                | Wohnhaus    | Schöne Aussicht 20 (Karte) | 1998      | Stadtvilla mit Umfriedung. |    |
| Fotos hochladen                | Wohnhaus    | Schöne Aussicht 22 (Karte) |           | Wohnhaus mit Innenausstattung und Garten. |    |

### Schwabenberg
Stadtzentrum

| Bild            | Bezeichnung | Lage                   | Datierung | Beschreibung | ID |
| --------------- | ----------- | ---------------------- | --------- | --- | -- |
| Fotos hochladen | Brunnen     | Schwabenberg (Karte)   | 2005      | Gusseiserner Kastenbrunnen vor dem „Hartungschen Haus“. |    |
| Fotos hochladen | Relief      | Schwabenberg 6 (Karte) | 2002      | 1931 an einem Wohnhaus angebrachtes Relief von Bildhauer Ferdinand Müller aus dem Jahre 1853. Das Relief war einst für die Villa Carlotta am Comer See vorgesehen und stellt einen Teil vom „Zug der Deutschen nach Italien“ des Kaisers Friedrich I. (Barbarossa) mit „Langobardenzug“, „Abschied der Krieger“, „Marsch“ und „Überschreitung der Alpen“ dar. |    |

### Schweizergasse
Stadtzentrum

| Bild            | Bezeichnung | Lage                     | Datierung | Beschreibung                                                                     | ID |
| --------------- | ----------- | ------------------------ | --------- | -------------------------------------------------------------------------------- | -- |
| Fotos hochladen | Wohnhaus    | Schweizergasse 7 (Karte) | 1998      | Fachwerkhaus, erbaut im 17. Jahrhundert mit Fachwerk-Obergeschoss und Dacherker. |    |

### Steinweg
Stadtteil Meiningen-Süd

| Bild                           | Bezeichnung | Lage                 | Datierung | Beschreibung                                                                                         | ID |
| ------------------------------ | ----------- | -------------------- | --------- | --- | -- |
| Fotos hochladen                | Wohnhaus    | Steinweg 2 (Karte)   | 1997      | Stadtvilla mit Innenausstattung, Remise, Umfriedung und Garten, Architekt: Eduard Fritze.            |    |
| Fotos hochladen                | Wohnhaus    | Steinweg 4 (Karte)   | 1996      | Stadtvilla, mit Innenausstattung und Garten, saniert.                                                |    |
| weitere Bilder Fotos hochladen | Wohnhaus    | Steinweg 4a (Karte)  | 1997      | Große verklinkerte zweiflügelige Stadtvilla, mit Innenausstattung, Umfriedung und Garten.            |    |
| weitere Bilder Fotos hochladen | Wohnhaus    | Steinweg 6 (Karte)   | 1997      | Wohnhaus mit Remise und Innenausstattung.                                                            |    |
| Fotos hochladen                | Brunnen     | Steinweg 12 (Karte)  | 1997      | Historischer Laufbrunnen mit Steintrog, gespeist von der Salzmannquelle vor der Adresse Steinweg 12. |    |
| Fotos hochladen                | Wohnhaus    | Steinweg 14a (Karte) | 1998      | Wohnhaus, Teil eines ehemaligen Sägewerkes.                                                          |    |
| weitere Bilder Fotos hochladen | Wohnhaus    | Steinweg 19a (Karte) | 1997      | Stadtvilla, mit Innenausstattung und Garten.                                                         |    |
| Fotos hochladen                | Wohnhaus    | Steinweg 19b (Karte) |           | Wohnhaus mit Innenausstattung, zurzeit leerstehend.                                                  |    |
| Fotos hochladen                | Wohnhaus    | Steinweg 19c (Karte) | 1997      | Wohnhaus mit Innenausstattung und Pfostentor.                                                        |    |
| Fotos hochladen                | Wohnhaus    | Steinweg 23 (Karte)  | 2006      | Villa mit Innenausstattung und Nebengebäude, zurzeit leerstehend und sanierungsbedürftig.            |    |

### Sternplatz
Stadtwald Meiningen-West

| Bild | Bezeichnung    | Lage               | Datierung | Beschreibung   | ID |
| ---- | -------------- | ------------------ | --------- | -------------- | -- |
| BW   | Wegweiserstein | Sternplatz (Karte) | 2005      | Wegweiserstein |    |

## T

### Töpfemarkt
Stadtzentrum

| Bild            | Bezeichnung | Lage                  | Datierung | Beschreibung                                                             | ID |
| --------------- | ----------- | --------------------- | --------- | ------------------------------------------------------------------------ | -- |
| Fotos hochladen | Brunnen     | Töpfemarkt (Karte)    | 2005      | Gusseiserner Kastenbrunnen, zurzeit wegen Platzneugestaltung demontiert. |    |
| Fotos hochladen | Wohnhaus    | Töpfemarkt 11 (Karte) |           | Fachwerkhaus mit Tordurchfahrt                                           |    |

## U

### Untere Landwehr
| Bild | Bezeichnung | Lage                    | Datierung | Beschreibung                 | ID |
| ---- | ----------- | ----------------------- | --------- | ---------------------------- | -- |
| BW   | Landwehr    | Untere Landwehr (Karte) |           | Mittelalterliche Grenzanlage |    |

## V

### Villacher Stiege
Stadtteil Meiningen-Südost

| Bild | Bezeichnung | Lage                       | Datierung | Beschreibung       | ID |
| ---- | ----------- | -------------------------- | --------- | ------------------ | -- |
| BW   | Villa       | Villacher Stiege 5 (Karte) |           | Landhaus Utenhofen |    |

## W

### Werrastraße
Stadtteil Meiningen-Süd

| Bild            | Bezeichnung | Lage                   | Datierung | Beschreibung                                                                    | ID |
| --------------- | ----------- | ---------------------- | --------- | ------------------------------------------------------------------------------- | -- |
| Fotos hochladen | Wohnhaus    | Werrastraße 2a (Karte) |           | Wohnhaus mit Innenausstattung.                                                  |    |
| Fotos hochladen | Wohnhaus    | Werrastraße 3 (Karte)  | 1997      | saniertes Fachwerkhaus.                                                         |    |
| Fotos hochladen | Wohnhaus    | Werrastraße 4 (Karte)  | 1997      | Wohnhaus mit Innenausstattung, Garten und Umfriedung, Architekt: Eduard Fritze. |    |
| Fotos hochladen | Wohnhaus    | Werrastraße 6 (Karte)  | 1997      | Wohnhaus, erbaut 1928 von Architekt Jacob Lutz.                                 |    |

### Wettiner Straße
Stadtzentrum

| Bild            | Bezeichnung             | Lage                       | Datierung | Beschreibung | ID |
| --------------- | ----------------------- | -------------------------- | --------- | --- | -- |
| Fotos hochladen | Kino                    | Wettiner Straße 1b (Karte) | 2002      | Filmtheater Casino-Lichtspiele: Ehemalige Zivilcasino-Gesellschaft, 1919 zum Kino umgebaut, heute modernes Multiplex-Kino mit sechs Sälen, Architekt Otto Schubert. |    |
| Fotos hochladen | Wohnhaus                | Wettiner Straße 2a (Karte) | 1996      | Genannt „Rheingold“: Um 1900 erbautes großes Fachwerkhaus im Heimatstil, ehemals Hotel und Tanzlokal, heute Wohn- und Geschäftshaus.                                |    |
| Fotos hochladen | Wohn- und Geschäftshaus | Wettiner Straße 3 (Karte)  |           | Stadtvilla |    |
| Fotos hochladen | Wohn- und Geschäftshaus | Wettiner Straße 13 (Karte) | 2014      | Stadtvilla, reich mit Stuck verziert, um 1875 erbaut. |    |

### Wintergasse
Stadtzentrum

| Bild            | Bezeichnung        | Lage                  | Datierung | Beschreibung                                                                                                   | ID |
| --------------- | ------------------ | --------------------- | --------- | --- | -- |
| Fotos hochladen | Verwaltungsgebäude | Wintergasse 8 (Karte) |           | Fachwerkhaus „Hartungsche Haus“: erbaut 1603, bis 2007 Domizil der Städtischen „galerie ada“, heute Stadtbüro. |    |

## Z

### Zwingergasse
Stadtzentrum

| Bild            | Bezeichnung | Lage                    | Datierung | Beschreibung | ID |
| --------------- | ----------- | ----------------------- | --------- | --- | -- |
| Fotos hochladen | Gasthaus    | Zwingergasse 8 (Karte)  |           | Gasthaus mit Innenausstattung, verputztes Fachwerkhaus mit uriger Schankwirtschaft „Goldener Zwinger“, einst Stammlokal von Max Reger. |    |
| Fotos hochladen | Wohnhaus    | Zwingergasse 8a (Karte) |           | Fachwerkhaus |    |